# باره، شارونت
باره (به فرانسوی: Barret) یک کمون (فرانسه) در فرانسه است که در canton of Barbezieux-Saint-Hilaire واقع شده‌است. باره ۲۲٫۳۷ کیلومتر مربع مساحت دارد ۶۷ متر بالاتر از سطح دریا واقع شده‌است.